# D.L. Mușat
Doru-Lucian Mușat, cunoscut ca D.L. Mușat, (n. 16 august 1988, Sălaj, România) este un politician român, ales în 2024 deputat din partea partidului Alianța pentru Unirea Românilor (AUR). 

## Biografie
Doru-Lucian Mușat s-a născut pe 16 august 1988 la județul Sălaj în Republica Socialistă România. A terminat studiile la Facultatea Economia Comerțului și Turismului din cadrul Univesristății „Nicolae Titulescu” din București.

## Carieră politică

### AUR și deputat (2020–prezent)

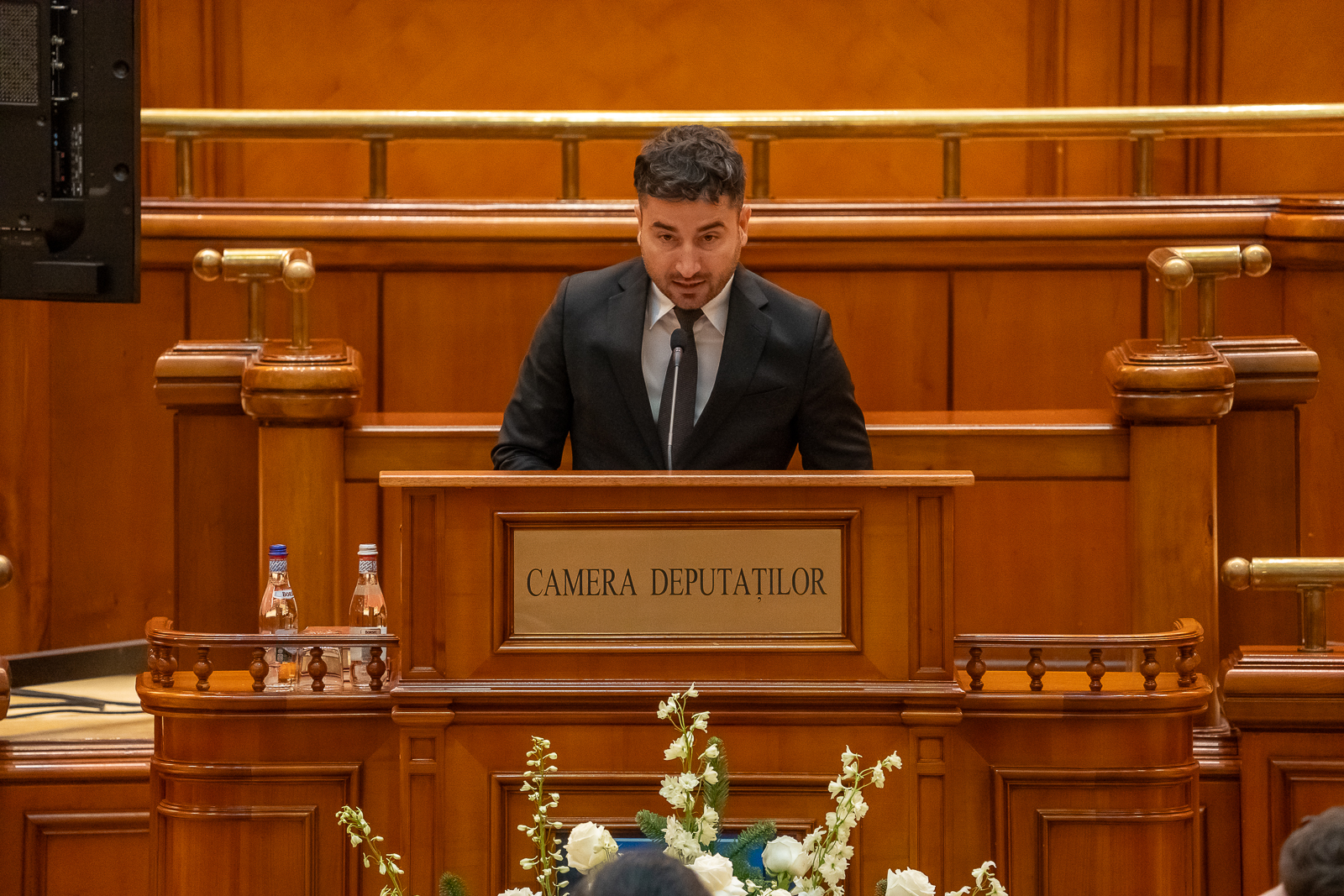
Mușat depunând jurământul, 21 decembrie 2024

Mușat a intrat în partidul AUR în octombrie 2020. În urma alegerilor parlamentare din 2024 pe 1 decembrie, Mușat a fost ales membru al Camerei Deputaților, în circumscripția nr. 33 Sălaj, preluând mandatul pe 21 decembrie. A obținut 13.542 de voturi. Ca deputat este secretar al Comisiei pentru antreprenoriat și turism. În februarie 2025, Mușat a fost ales liderul AUR Sălaj. În aprilie a acelui an, el a criticat la modul în care un candidat la alegerile prezidențiale poate deconta până la 16 milioane de euro, dacă reușește să treagă de pagul de trei procent.